# Resolutie 810 Veiligheidsraad Verenigde Naties
Resolutie 810 van de Veiligheidsraad van de Verenigde Naties is unaniem aangenomen door de
VN-Veiligheidsraad op 8 maart 1993.

## Achtergrond
In 1979 werd na de val van het Rode Khmer-regime en met steun van Vietnam en de Sovjet-Unie de
Volksrepubliek Kampuchea opgericht. Het land werd gedurende het volgende decennium door Vietnam gecontroleerd
via een marionettenregering. Die werd gedurende dat decennium bevochten door een regering in ballingschap
die bestond uit de koningsgezinde Funcinpec, de Rode Khmer en het in 1982 gevormde Nationaal Volksbevrijdingsfront.
In augustus 1989 kwamen de vier partijen en vertegenwoordigers van achttien landen bijeen in de door de
Verenigde Naties gesponsorde Conferentie van Parijs. Toen een finaal akkoord eindelijk in zicht was werd
de VN-Vooruitgangsmissie in Cambodja (UNAMIC) opgericht om toe te zien op de naleving van het staakt-het-vuren.
De missie bereidde ook de komst van de VN-Overgangsautoriteit (UNTAC) voor die de in Parijs gesloten akkoorden
in de praktijk moest brengen.

## Inhoud

### Waarnemingen
De Veiligheidsraad loofde opnieuw prins Norodom Sihanouk voor diens inspanningen om de vrede en eenheid in
Cambodja te herstellen. Volgens de Akkoorden van Parijs had het Cambodjaanse volk het
recht om zelf te beslissen over hun politieke toekomst. Eerlijke verkiezingen moesten leiden tot een
grondwetgevende vergadering die een nieuwe grondwet moet opstellen en overgaan in een
wetgevende macht die een nieuwe regering moet opzetten.
De verwezenlijkingen van de Secretaris-Generaal en UNTAC inzake
de registratie van stemmers en de terugkeer van vluchtelingen werden verwelkomt. De Raad verwelkomde ook dat
de Nationale Hogeraad van Cambodja een moratorium had ingesteld op de uitvoer van mineralen en
edelstenen, zoals gevraagd in resolutie 792, en
overwoog de uitvoer van gezaagd hout te beperken om 's lands natuurlijke rijkdommen te
beschermen.
De Veiligheidsraad betreurde de schendingen van het staakt-het-vuren door de Partij van Democratisch Kampuchea
(PDK) en de Staat Cambodja (SC, de nieuwe naam van de partij Volksrepubliek Kampuchea). Ze was bezorgd om het
stijgende geweld in de gebieden van de SC op etnische gronden. Ook werden aanvallen, bedreigingen
en intimidatie tegen UNTAC, en vooral de recente aanhouding van UNTAC-personeel, veroordeeld. De PDK voldeed dan
weer niet aan haar verplichtingen onder het Akkoord. Ze moest UNTAC onbeperkt toelaten op haar grondgebied en fase
II van het staakt-het-vuren uitvoeren. De SC zou dan weer buitenlandse militairen in de rangen hebben wat eveneens
niet mocht onder het Akkoord.

### Handelingen
De Veiligheidsraad steunde de beslissing van de Nationale Hogeraad om tussen 23 en 27 mei de
verkiezingen voor de grondwetgevende vergadering te houden. Het belang van nationale verzoening voor blijvende
vrede en stabiliteit werd benadrukt. UNTAC werd gevraagd zich te blijven inspannen voor een neutraal politiek
klimaat waarin vrije verkiezingen kunnen plaatsvinden en de partijen om zich vreedzaam te gedragen. Die laatsten
moesten ook zorgen voor vrijheid van meningsweigering, -vereniging
en -verplaatsing en eerlijke toegang tot de pers, televisie en radio. Ze moesten het volk ook garanderen dat de
stemming geheim zou verlopen.
Er werd ook geëist van die partijen dat het geweld zou stoppen en dat ze hun verbintenissen onder de Akkoorden van
Parijs nakwamen. Uiteindelijk waren het de Cambodjanen zelf die hiervoor de verantwoordelijkheid droegen en ook om
een grondwet overeen te komen en binnen de drie maanden een regering samen te stellen. De Veiligheidsraad stelde
zich bereid om bij dat alles steun te verlenen. De partijen moesten zorgen voor de veiligheid van het personeel
van UNTAC in heel Cambodja. De Secretaris-Generaal werd gevraagd in april opnieuw te rapporteren over de uitvoering
van deze resolutie en nieuwe maatregelen om de realisatie van de Akkoorden te vrijwaren.

## Verwante resoluties
- Resolutie 783 Veiligheidsraad Verenigde Naties (1992)
- Resolutie 792 Veiligheidsraad Verenigde Naties (1992)
- Resolutie 826 Veiligheidsraad Verenigde Naties
- Resolutie 835 Veiligheidsraad Verenigde Naties

Lijst ·  800 ·  801 ·  802 ·  803 ·  804 ·  805 ·  806 ·  807 ·  808 ·  809 ·  810 ·  811 ·  812 ·  813 ·  814 ·  815 ·  816 ·  817 ·  818 ·  819 ·  820 ·  821 ·  822 ·  823 ·  824 ·  825 ·  826 ·  827 ·  828 ·  829 ·  830 ·  831 ·  832 ·  833 ·  834 ·  835 ·  836 ·  837 ·  838 ·  839 ·  840 ·  841 ·  842 ·  843 ·  844 ·  845 ·  846 ·  847 ·  848 ·  849 ·  850 ·  851 ·  852 ·  853 ·  854 ·  855 ·  856 ·  857 ·  858 ·  859 ·  860 ·  861 ·  862 ·  863 ·  864 ·  865 ·  866 ·  867 ·  868 ·  869 ·  870 ·  871 ·  872 ·  873 ·  874 ·  875 ·  876 ·  877 ·  878 ·  879 ·  880 ·  881 ·  882 ·  883 ·  884 ·  885 ·  886 ·  887 ·  888 ·  889 ·  890 ·  891 ·  892